# Маккинни, Боунс
Хорас Альберт «Боунс» Маккинни (англ. Horace Albert "Bones" McKinney; 1 января 1919 года, Лоулендс, штат Северная Каролина — 16 мая 1997 года, Роли, штат Северная Каролина) — американский профессиональный баскетболист и тренер.

## Карьера игрока
Играл на позиции лёгкого форварда. Учился в университете штата Северная Каролина (2 года до войны) и университете Северной Каролины в Чапел-Хилл (1 год после войны), в 1946 году заключил контракт с командой «Вашингтон Кэпитолс», которая выступала в Баскетбольной ассоциации Америки (БАА), предшественнице НБА, и которую тренировал Рэд Ауэрбах. Позже выступал за команду «Бостон Селтикс». Всего в БАА/НБА провёл 6 сезонов. Один раз включался в 1-ю сборную всех звёзд БАА (1947), а также один раз — во 2-ю сборную всех звёзд БАА (1949). Всего за карьеру в НБА сыграл 318 игр, в которых набрал 2994 очка (в среднем 9,4 за игру), сделал 373 подбора и 503 передачи.

## Карьера тренера
Последний сезон в качестве игрока «Вашингтон Кэпитолс» Маккинни, после ухода Боба Фирика, был играющим тренером команды (1950—1951), в течение которого в качестве игрока провёл 10 матчей, а в качестве тренера — 35. Однако в середине сезона команда «Вашингтон Кэпитолс» прекратила своё существование, после чего он сменил прописку, став игроком «Бостон Селтикс», где провёл ещё полтора сезона. После завершения профессиональной карьеры игрока стал главным тренером баскетбольной команды «Уэйк-Форест Димон Диконс», выступающей в NCAA, которую тренировал на протяжении семи сезонов (1958—1965). Спустя четыре года Маккинни заключил контракт с клубом «Каролина Кугэрз», выступавшем в АБА, и проработал в нём на должности главного тренера всего полтора года (1969—1971). Он был уволен со своего поста по ходу сезона 1970/71 годов, в начале которого был назначен на должность вице-президента команды, проведя ровно половину матчей регулярного сезона (42 из 84; 17 побед при 25 поражениях), а на его место был назначен его ассистент Джерри Стил, однако при нём команда сыграла также (17—25) и не вышла в плей-офф, в результате чего он также был уволен по окончании сезона.

## Смерть
Боунс Маккинни умер 16 мая 1997 года в возрасте 78 лет в городе Роли (штат Северная Каролина).

## Статистика

### Статистика в НБА
| Сезон                                                                                    | Команда            | Регулярный сезон | Регулярный сезон | Регулярный сезон | Регулярный сезон | Регулярный сезон | Регулярный сезон | Регулярный сезон | Регулярный сезон | Регулярный сезон | Регулярный сезон | Регулярный сезон | Серия плей-офф | Серия плей-офф | Серия плей-офф | Серия плей-офф | Серия плей-офф | Серия плей-офф | Серия плей-офф | Серия плей-офф | Серия плей-офф | Серия плей-офф | Серия плей-офф |
| Сезон                                                                                    | Команда            | GP               | GS               | MPG              | FG%              | 3P%              | FT%              | RPG              | APG              | SPG              | BPG              | PPG              | GP             | GS             | MPG            | FG%            | 3P%            | FT%            | RPG            | APG            | SPG            | BPG            | PPG            |
| ---------------------------------------------------------------------------------------- | ------------------ | ---------------- | ---------------- | ---------------- | ---------------- | ---------------- | ---------------- | ---------------- | ---------------- | ---------------- | ---------------- | ---------------- | -------------- | -------------- | -------------- | -------------- | -------------- | -------------- | -------------- | -------------- | -------------- | -------------- | -------------- |
| 1949/50                                                                                  | Вашингтон Кэпитолс | 53               |                  |                  | 29,6             |                  | 77,6             |                  | 1,7              |                  |                  | 9,3              | 2              |                |                | 27,3           |                | 80,0           |                | 1,5            |                |                | 8,0            |
| 1950/51                                                                                  | Вашингтон Кэпитолс | 10               |                  |                  | 27,9             |                  | 42,9             | 1,9              | 0,6              |                  |                  | 2,7              | Не участвовал  | Не участвовал  | Не участвовал  | Не участвовал  | Не участвовал  | Не участвовал  | Не участвовал  | Не участвовал  | Не участвовал  | Не участвовал  | Не участвовал  |
| 1950/51                                                                                  | Бостон             | 34               |                  |                  | 31,7             |                  | 74,3             | 5,3              | 2,3              |                  |                  | 6,9              | 2              |                |                | 44,0           |                | 80,0           | 5,0            | 4,0            |                |                | 13,0           |
| 1951/52                                                                                  | Бостон             | 63               |                  | 17,2             | 32,5             |                  | 81,3             | 2,8              | 1,8              |                  |                  | 5,3              | 3              |                | 6,7            | 22,2           |                | -              | 2,0            | 0,7            |                |                | 1,3            |
|                                                                                          | Всего              | 160              |                  | 17,2             | 30,9             |                  | 77,0             | 3,5              | 1,8              |                  |                  | 6,8              | 7              |                | 6,7            | 33,9           |                | 80,0           | 3,2            | 1,9            |                |                | 6,6            |
| Наведите курсор мыши на аббревиатуры в заголовке таблицы, чтобы прочесть их расшифровку. |                    |                  |                  |                  |                  |                  |                  |                  |                  |                  |                  |                  |                |                |                |                |                |                |                |                |                |                |                |